# Сикион
Сикион (грч. Σικυών) је историјски град у Грчкој, је била древна грчка град-држава која се налазила на северном Пелопонезу између Коринта и Ахеје на територији данашње регионалне јединице Коринтије. Древном монархијом у време Тројанског рата, градом су владали бројни тирани током архајског и класичног периода и а демократска држава је постала у 3. веку пре нове ере. Сикион је био слављен због доприноса древној грчкој уметности, стварајући многе познате сликаре и вајаре. У хеленистичко доба то је такође био дом Арата из Сикиона, вође Ахајске лиге.

## Историја
Сикион је изграђен на ниској троугластој висоравни око 3 километра (две миље) од Коринтског залива. Између града и његове луке лежала је плодна равница са маслињацима и воћњацима.
У микенско доба Сикионом је владала лоза од двадесет шест митских краљева, а затим седам Аполонових свештеника. Списак краљева који је дао Паусанија обухвата двадесет четири краља, почевши од аутохтоног Егијалеја. Претпоследњи краљ листе, Агамемнон, приморава Сикион да се потчини Микени, после њега долази дорски узурпатор Фалкс. Паусанија дели свој извор са Кастором са Родоса, који је користио списак краљева у састављању историјске табеле. Извор ових информација је Феликс Јакоби немачки класицист и историчар.
Након дорјанске инвазије град је остао подређен Аргосу, одакле су дошли његови дорски освајачи. Заједница је сада била подељена на обична три дорска племена и једнако привилеговано племе Јонаца, поред којих је на земљишту радила класа кметова (κορυνηφοροι, коринепхорои или κατωνακοφοροι, катонакопхорои).
Владавина Арга је трајала неколико векова, али након 676. године пре Христа, Сикион је повратио своју независност под лозом званом Ортагориди по имену првог владара Ортагоре. Међутим, најважнији је био оснивачев унук Клистен, деда атинског законодавца Клистена, који је владао од 600. до 560. године пре нове ере. Осим што је реформисао градски устав у корист Јонаца и заменио дорске култове обожавањем Диониса, Клистен је стекао репутацију главног подстрекача и генерала Првог светог рата (590. године пре Христа) у интересу Делфа.
Спартанци су протерали његовог наследника Есхина 556. године пре Христа, а Сикион је постао савезник Лакедемоњана више од једног века. Током овог времена, Сикионци су развили различите делатности по којима су били познати у антици. Као пребивалиште вајара Дипоена и Скилиса, оно је стекло превласт у дрворезбарству и бронзаним производима, какви се још увек могу видети на архаичним металним облогама пронађеним у Олимпији. Његова грнчарија, која је личила на коринтско посуђе, извозила се са овим последњим чак до Етрурије. У Сикиону је такође сликање постало популарно. После пада насилних владара, њихове институције су опстале до краја 6. века пре нове ере, када је поново успостављена дорска превласт, можда уз помоћ Спарте под ефором Хилоном, а град је приступио у Пелопонески савез. Од сада је њену политику обично одређивала или Спарта или Коринт.
Током Персијских ратова, Сикионци су учествовали са петнаест тријера у бици код Саламине и са 3.000 хоплита у бици код Платеје. На Делфском змијском стубу који слави победу Сикион је уписан на петом месту после Спарте, Атине, Коринта и Тегеје. Септембра 479. године пре Христа један сикионски контингент се храбро борио у бици код Микала, где су изгубили више људи него било који други град.
Касније у 5. веку пре нове ере, Сикион је, као и Коринт, имао проблема због трговачког ривалства са Атином у западним морима Медитерана, и више пута је био нападан од стране ескадрила атинских бродова. Сикионци су водили две битке против Атињана, прво против свог адмирала Толмида 455. године пре Христа, а затим у копненој бици против Перикла са 1.000 хоплита 453. године пре Христа.
У Пелопонеском рату Сикион је следио вођство Спарте и Коринта. Када су се ове две силе посвађале током Никијиног мира, остала је лојална Спартанцима. У поновном рату, током атинске експедиције на Сицилију, Сикионци су дали 200 хоплита под командом Саргеја, снагама које су ослободиле Сиракузу. Почетком 4. века, у Коринтском рату, Сикион је поново стао на страну Спарте и постао њена база за операције против савезничких трупа око Коринта.
Године 369. п. н. е. Тебанци су заузели Сикион и и људство припојили својој војсци у овај пут успешном нападу на Пелопонески савез. Од 368. до 366. године пре Христа Сикионом је владао Еуфрон који је првобитно фаворизовао демократију, али је потом постао тиранин. Еуфрона је у Теби убила група сикионских аристократа, али су га његови сународници сахранили у његовом родном граду и наставили да га поштују као другог оснивача града.
Током 4. века пре нове ере, град је достигао свој врхунац као центар уметности, његова сликарска школа је стекла славу под Еупомпом и привукла велике мајсторе Памфила и Апела као ученике, док су Лисип и његови ученици подигли сикионске скулптуре на ниво који је дуго није био надмашен било где у Грчкој. Тиранина Аристрата, пријатеља македонске краљевске породице, сликар Мелантије је приказао поред богиње победе Нике на колима. У овом периоду Сикион је био неприкосновени центар грчког сликарства са својом школом која је привлачила познате уметнике из целе Грчке, укључујући и прослављене Апела и Паусија.
Године 323. п. н. е. Еуфрон Млађи, унук тиранина Еуфрона, поново је увео демократију, али су га Македонци убрзо покорили током Ламијског рата. Када је македонски заповедник Александар убијен у Сикиону 314. године пре Христа, његова жена Кратесипољ је преузела контролу над градом и владала њиме шест година, све док је краљ Птолемеј I није навео да га преда Египћанима. Између 308. и 303. године пре Христа Сикионом су владала два птоломејска заповедника, прво Клеонид, а затим Филип.
303. године пре нове ере Сикион је освојио Деметрије Полиоркет који је сравнио древни град у равници и саградио нови зид на рушевинама старог Акропоља на високој троугластој висоравни што је резултирало довољним за смањено становништво. Нову агору красила је „Осликана стоа“ која се приписује краљевој љубавници Ламији, свирачици флауте. Кратко време град се звао „Деметријас“, али је на крају преовладало старо име.
Деметрије је оставио војску у тврђави да би контролисао град, а командант Клеон успоставио је још један тирански режим. После двадесетак година убили су га два ривала, Евтидем и Тимоклеида, који су постали нови заједнички тирани Сикиона. Њихова владавина се завршила, вероватно око почетка Хремонидског рата 267. године пре Христа, када су их протерали људи који су изабрали свог вођу Кленијаса да управља градом на демократским принципима. Два магистрата ових година били су јеромнемои Созикле и Еутидам, познати из натписа у Делфима. Најважније достигнуће демократске владе била је изградња гимназије која се приписује Клеиниасу. У исто време Ксенократ из Сикиона је објавио своју историју уметности која је допринела ширењу славе Сикиона као неоспорне престонице античке уметности.
Чак ни овога пута уведено демократско уређење није трајало дуже од неколико година, а 264. године пре нове ере Кленијаса је убио његов рођак Абантида, који је успоставио своју тиранију на дванаест година. Абантида су 252. године пре нове ере Абантида убила два реторичара, Аристотел Дијалектичар и Деиниас из Арга, а његов отац Пасеас је преузео власт, да би га након кратке владавине убио други ривал по имену Никол.
Године 251. Арат из Сикиона, 20-годишњи Клеинијев син, освојио је град ноћним нападом и протерао последњег тиранина. Аратус је поново успоставио демократију, позвао прогнане и увео свој град у Ахејски савез. Овим потезом су окончани унутрашњи сукоби и Арат је остао водећа фигура ахејске политике до своје смрти 213. п. н. е, током периода великих достигнућа. Просперитет и мирно стање Сикиона прекинули су само Етолски напад 241. године пре Христа и неуспешна опсада од стране краља Клеомена III и Спарте почетком 224. године пре Христа.
Године 251. Арат из Сикиона, 20-годишњи Клеинијев син, освојио је град ноћним нападом и протерао последњег тиранина. Арат је поново успоставио демократију, позвао прогнане и увео свој град у Ахејски савез. Овим потезом су окончани унутрашњи сукоби и Арат је остао водећа фигура ахејске политике до своје смрти 213. године пре Христа, током периода великих достигнућа. Просперитет и мирно стање Сикиона прекинули су само Етолски напад 241. године пре Христа и неуспешна опсада од стране краља Клеомена III почетком 224. године пре Христа.
Као члан ахејске федерације, Сикион је остао стабилна демократија све до распуштања Лиге од стране Римљана 146. године пре Христа. У овом периоду Сикион је оштећен од два катастрофална земљотреса 153. п. н. е. и 141. године пре Христа
Уништење Коринта (146. године пре Христа) донело је Сикиону стицање територије и председништво над Истамским играма, ипак је у Цицероново време запао у дугове. Под Римским царством био је прилично у сенци обновљених градова Коринта и Патре, а у Паусанијино доба (150 н.е.) град је био скоро напуштен. У византијско доба постао је епископско седиште, а судећи по каснијем имену Хелада служио је као уточиште Грцима од словенских досељеника из 8. века.
У 4. веку пре нове ере, народ Сикиона био је предмет популарне Менандрове комедије под називом Сикиони.
Вилијам Шекспир, у својој драми Антоније и Клеопатра из 1606 (Чин I, сцена 2), примећује да је супруга Марка Антонија, Фулвија умрла у Сикиону. Историјски гледано, она је тамо умрла 40. године пре Христа док је учествовала у побуни против Октавија Цезара.
Роман Фридриха Хелдерлина Хиперион из 1797. почиње на „рајској равници Сикиона”.

## Споменици
- Храм Аполона или Артемиде
- Позориште у Сикиону
- Палаестра – Гимназија
- Стадион Сикион
- Дом Савета Сикиона

Село које се до 1920. звало Василико (описано у Енциклопедији Британкаа из 1911. године као „незначајно“) сада лежи овом месту.

## Митологија: Идентификација са Меконом
Сикион се традиционално поистовећује са митском Меконом или Меконом, местом „преваре у Меконеу” који је извео Прометеј. Мекону је Калимах такође описао као „седиште богова“, и као место где су богови Зевс, Посејдон и Хад бацали коцку о томе којим делом света ће владати.